# Paragraftegn
Denne side handler om tegnet § brugt til juridiske paragraffer. For tegnet ¶, der bruges til typografiske paragraffer (afsnit),, se Afsnitstegn.
Paragraftegnet ( § ) er et typografisk tegn. Det bruges til at referere til en bestemt sektion i en tekst – men sædvanligvis kun specifikt til at referere til en bestemt paragraf i en lovtekst. Paragraftegnet er to s'er, der står oven på hinanden. Højst sandsynlig er det en forkortelse for de to latinske ord signum separationis (skilletegn); altså et tegn brugt til at markere slutning af den ene og begyndelse af den nye afsnit (for at spare plads). Parágraphus betyder egentlig "skrevet ved siden af", og blev benyttet om paragraftegn skrevet ind marginen i drama-manuskripter for at markere, hvor en ny person overtog replikken.

## Generelt
Sædvanligvis bruges det til at referere til et eller flere afsnit i en tekst. For eksempel som i:
For en gennemgang af kølesystemet, se § 24 i manualen. (... se afsnit 24 i manualen)
Hvis der anvendes to paragraftegn, skal det tolkes som flertal:
For en gennemgang af hejsesystemet, se §§ 45-48 i manualen. (... se afsnit 45 til 48 i manualen)

## I jura
Tegnet bruges især i juridiske tekster og henviser til paragraffer i lovtekster, traktater og lignende:
§ 1. Den, som frembringer et litterært eller kunstnerisk værk, har ophavsret til værket, hvad enten dette fremtræder som en i skrift eller tale udtrykt skønlitterær eller faglitterær fremstilling, som musikværk eller sceneværk, som filmværk eller fotografisk værk, som værk af billedkunst, bygningskunst eller brugskunst, eller det er kommet til udtryk på anden måde. – Første paragraf i Bekendtgørelse af lov om ophavsret.

### Ikke § i alle gældende danske love
I Kongeloven (trådte i kraft i år 1665) og Danske Lov (trådte i kraft i år 1683) anvendes ikke tegnet §; nogle bestemmelser i såvel Kongeloven som Danske Lov er stadigt gældende.

### Engelske lovtekter
I engelske lovtekster er det mere almindeligt at bruge tegnet for "underafsnit" – svarende til "stykker" i danske lovtekster. Paragraffer betegnes så som "artikel" (article).

## I datalogi
Paragraftegnet findes ikke i ASCII-tegnsættet, men derimod i Unicode som U+00A7 og kan skrives i HTML som &#x00A7; eller &sect;

### Tastaturgenvej
Paragraftegnets tastaturgenvej på Windows-tastatur består af to taster: Shift og 1/2 (til venstre for 1-tallet). På MacBook er tastaturgenvejen de to taster: Shift og $ (til venstre for 1-tallet). På hvert tastatur kan de to taster nemt betjenes med to af venstre hånds fingre.